# 2015 AH281
2015 AH281 ist ein großes transneptunisches Objekt im Kuipergürtel, das bahndynamisch womöglich als Cubewano (CKBO) eingestuft wird. Aufgrund seiner Größe ist der Asteroid ein Zwergplanetenkandidat.

## Entdeckung
2015 AH281 wurde am 13. Januar 2015 von einem Astronomenteam im Rahmen des Pan-STARRS-Projekts mit dem 1,8-m-Ritchey-Chretien-Teleskop (PS1) am Haleakalā-Observatorium (Maui) entdeckt.
Der Beobachtungsbogen des Asteroiden beginnt mit der offiziellen Entdeckungsbeobachtung am 13. Januar 2015. Im April 2017 lagen insgesamt lediglich 22 Beobachtungen über einen Zeitraum von sieben Tagen vor. Die bisher letzte Beobachtung wurde am 20. Januar 2015 wiederum am Pan-STARRS-Teleskop durchgeführt. (Stand 6. März 2019)

## Eigenschaften

### Umlaufbahn
2015 AH281 umkreist die Sonne in 285,29 Jahren auf einer leicht elliptischen Umlaufbahn zwischen 34,83 AE und 51,84 AE Abstand zu deren Zentrum. Die Bahnexzentrizität beträgt 0,196, die Bahn ist 7,99° gegenüber der Ekliptik geneigt. Derzeit ist der Planetoid 51,82 AE von der Sonne entfernt. Das Perihel durchlief er das letzte Mal 1873, der nächste Periheldurchlauf dürfte also im Jahre 2158 erfolgen.
Weder von Marc Buie (DES) noch vom Minor Planet Center existiert eine spezifische Einstufung; letzteres ordnet ihn als Nicht-SDO und allgemein als «Distant Object» ein. Das Johnston’s Archive führt ihn dagegen als Cubewano auf, wobei er zu den bahndynamisch «heißen» klassischen KBO gehören würde.

### Größe
Derzeit wird von einem Durchmesser von 447 km ausgegangen, basierend auf einem Rückstrahlvermögen von 6 % und einer absoluten Helligkeit von 5,5 m. Ausgehend von einem Durchmesser von 447 km ergibt sich eine Gesamtoberfläche von etwa 628.000 km2.
Da anzunehmen ist, dass sich 2015 AH281 aufgrund seiner Größe im hydrostatischen Gleichgewicht befindet und somit weitgehend rund sein muss, sollte er die Kriterien für eine Einstufung als Zwergplanet erfüllen. Mike Brown geht davon aus, dass es sich bei 2015 AH281 möglicherweise um einen Zwergplaneten handelt.
| Jahr                                         | Abmessungen km | Quelle   |
| -------------------------------------------- | -------------- | -------- |
| 2018                                         | 423,0          | Johnston |
| 2018                                         | 447,0          | Brown    |
| Die präziseste Bestimmung ist fett markiert. |                |          |